# Edevaldo de Freitas

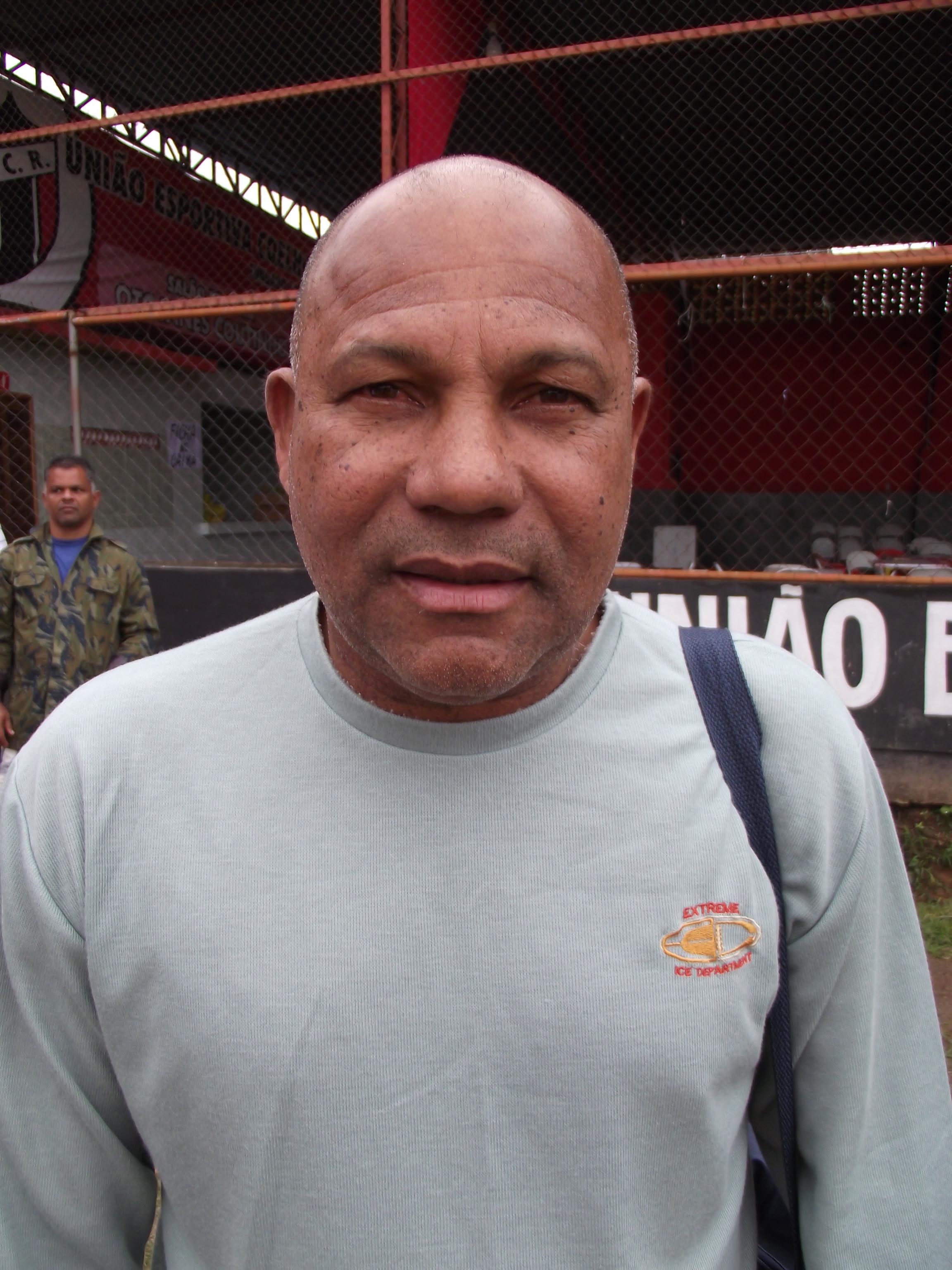
Edevaldo de Freitas

Edevaldo de Freitas (Campos dos Goytacazes, 28 de enero de 1958) es un exfutbolista  brasileño que actuó como lateral derecho. Dada su gran fuerza física, fue apodado "Caballo Edevaldo". Actualmente, trabaja como asistente del entrenador del equipo juvenil del Fluminense, al lado del entrenador Marcelo Veiga.

## Trayectoria
Edevaldo jugó dieciocho partidos con la selección brasileña, con 13 victorias, 4 empates y 1 derrota, habiendo anotado un gol en su tercer partido en el empate contra Argentina por 1-1, el 2 de enero de 1981, jugado en la Copa Mundial de Fútbol de 1982 y en el Mundialito de Selecciones jugado en Uruguay en 1981, teniendo en cuenta sólo las competiciones oficiales.
Comenzó en la juventud del Fluminense, club con el que fue campeón carioca en 1980.
Como jugador del Internacional, ganó el Trofeo Joan Gamper 1982 y participó en la Copa Mundial de ese mismo año por la selección brasileña como suplente de Leandro.
Con el Vasco da Gama, fue subcampeón de Brasil en 1984, perdiendo la final ante Fluminense.
Después de terminar su carrera, ha abierto una escuela de fútbol en Río de Janeiro. Jugó por, entre otros clubes, el modesto Barra de Teresópolis y Portugués-RJ. Con el Fluminense en 2013 ganó el título del campeonato Carioca sobre su rival el Flamengo venciendo en el primer partido por 3-0 y perdiendo el segundo perder por un gol.